# 松根癭蚜
松根癭蚜（学名：Prociphilus piniradius）为綿癭蚜科捲葉綿蚜屬下的一个种。